# Ubarana (ort)
Ubarana är en ort i Brasilien.   Den ligger i kommunen Ubarana och delstaten São Paulo, i den södra delen av landet, 600 km söder om huvudstaden Brasília. Ubarana ligger 431 meter över havet och antalet invånare är 5 289.
Terrängen runt Ubarana är platt, och sluttar söderut. Närmaste större samhälle är José Bonifácio, 12,9 km norr om Ubarana.
Omgivningarna runt Ubarana är en mosaik av jordbruksmark och naturlig växtlighet. Runt Ubarana är det ganska glesbefolkat, med 29 invånare per kvadratkilometer.